# Nová Hradečná
Nová Hradečná település Csehországban, a Olomouci járásban. Nová Hradečná Libina, Klopina, Kamenná, Lipinka, Šumvald és Troubelice településekkel határos. Lakosainak száma 743 fő (2024. január 1.).

## Népesség
A település lakosságának változását az alábbi diagram mutatja:
| Lakosok száma | 1032 | 1052 | 949  | 811  | 775  | 787  | 806  | 790  | 711  | 743  |
|               | 1869 | 1900 | 1921 | 1961 | 1980 | 2011 | 2016 | 2019 | 2021 | 2024 |